# زغبة مغربية
زغبة مغربية (الاسم العلمي: Eliomys munbyanus) (بالإنجليزية: Maghreb Garden Dormouse)‏ هي نوع من الحيوانات تتبع جنس زغبة الحدائق من فصيلة الزغبات.